# Квененг
Квененг (англ. Kweneng) — округ в Ботсвані. Адміністративний центр — місто Молепололе.

## Географія
На півночі округу розташований природний заповідник Кгуце. По Квененг протікає пересихаюча річка Мерацве і її притоки.
Сусідні області:
- Ганзі і Центральний — на півночі
- Південний — на півдні
- Кгалагаді — на заході
- Кгатленг — на сході
- Південно-Східний — південному сході

## Адміністративний поділ
Адміністративно округ ділиться на 2 субокруга:
Східний Квененг і Західний Квененг